# Ferdinand Broili
Ferdinand Broili, född 11 april 1874, död 30 april 1946, var en tysk paleontolog.
Broili blev professor i München 1908. Han utgav ett stort antal vertebrat- och evertebratpaleontologiska arbeten och omarbetade Karl Alfred von Zittels Grundzüge der Paläontologie (del I 6:e upplagan 1924 och del II 4:e upplagan 1923).